# Mukali
Mukali (nepalski: मुक्ली) – gaun wikas samiti we wschodniej części Nepalu w strefie Sagarmatha w dystrykcie Solukhumbu. Według nepalskiego spisu powszechnego z 2001 roku liczył on 525 gospodarstw domowych i 2747 mieszkańców (1431 kobiet i 1316 mężczyzn).